# 中国文革历史出版社
中国文革历史出版社2011年初在香港创立，出版文化大革命相關書籍，“以还原文革历史真相为使命”。出版社经理田申表示，由于所出版图书内容敏感，故在香港注册出版。 出版书籍有《文革中的检讨书》、《从反右到文革的五十年祭》、《林彪军事文献》、《林彪》、《清华蒯大富》（2011年）、《原来李敖骗了你》（2011年）、《找寻真实的林彪》（2011年）、《王大宾回忆录》（2015年）、《论语译说与孔子批判》、《锁在云雾里的江青》（2016年）、《戚本禹回忆录》（2016年）、《我在文革旋涡中》（2017年）、《学部“文革”亲历记》（2019年）。